# Callionymus guentheri
Callionymus guentheri är en fiskart som beskrevs av Fricke, 1981. Callionymus guentheri ingår i släktet Callionymus och familjen sjökocksfiskar. Inga underarter finns listade.